# Surp Karapetkerk (Maastricht)
De Surp Karapetkerk is een Armeens-apostolisch kerkgebouw in de Nederlandse stad Maastricht. De kerk bevindt zich aan het Potterieplein in de buurt Pottenberg in Maastricht-West. Het is de eerste Armeense kerk in Maastricht en in heel Limburg. Het bouwwerk kwam tussen 1964 en 1966 tot stand als parochiekerk van de rooms-katholieke parochie Christus' Hemelvaart. Het gebouw is een gemeentelijk monument, evenals de omliggende galerijflats.

## Geschiedenis
De woonwijk Pottenberg is begin jaren 1960 gebouwd volgens de 'wijkgedachte' of 'parochiefilosofie', dat wil zeggen: de kerk in het midden, daaromheen de wijkvoorzieningen en daaromheen de woonbuurten. De parochie van Christus' Hemelvaart had in de eerste jaren na de oprichting in 1960 een noodkerk in gebruik. De bouw van het huidige kerkgebouw startte in 1964 naar een ontwerp van het architectenbureau A.F. Brenninkmeyer en werd voltooid in 1966. Op 22 mei van dat jaar vond de kerkwijding van de Christus' Hemelvaartkerk plaats door de Roermondse bisschop Moors.
In 2011 werd de parochiekerk na een reeks inbraken en vernielingen gesloten. Sinds 2012 heeft de Armeense Apostolische Kerk Maastricht het gebouw in bruikleen en in januari 2013 werd de kerk ingezegend en geopend als de Surp Karapetkerk. "Surp Karapet" betekent Heilige Voorloper en verwijst naar Johannes de Voorloper, de orthodoxe naam van Johannes de Doper..

## Beschrijving
De Surp Karapetkerk is een bakstenen bouwwerk met een betonskelet en een groen geoxideerd koperen dak. Het ontwerp van het Heerlens-Rotterdamse bureau Brenninkmeyer is in feite een centraalbouw op een zeshoekig grondplan. Aan de zijde van de Potteriestraat staat op drie betonnen poten een vrijstaande klokkentoren bekroond met een kruis.
Het kerkinterieur is licht door de grote glas-in-beton en glas-in-loodramen van onder anderen Eugène Laudy. Het is niet duidelijk of het door Fons Bemelmans ontworpen tabernakel nog ter plaatse is.

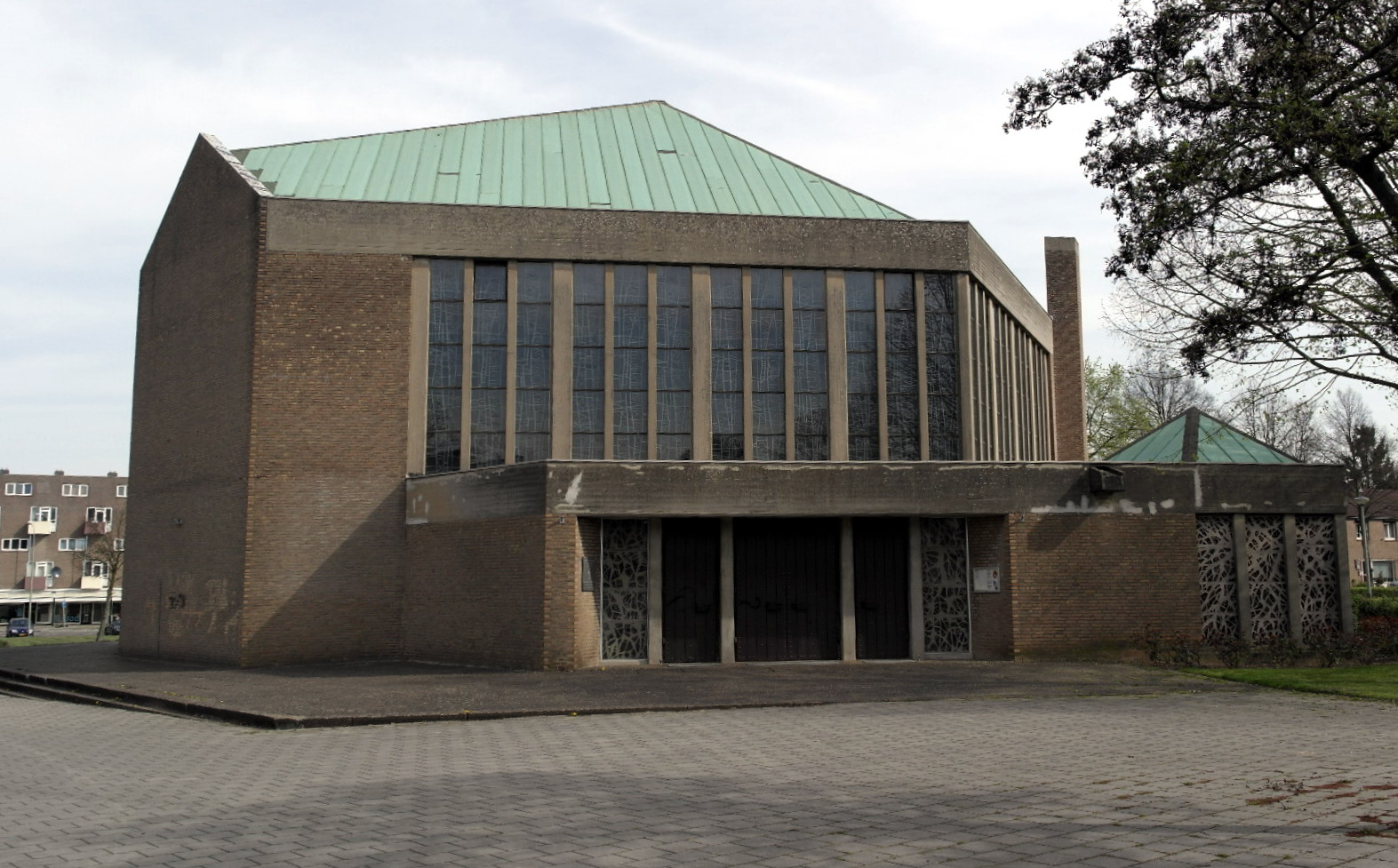
Kerkgebouw
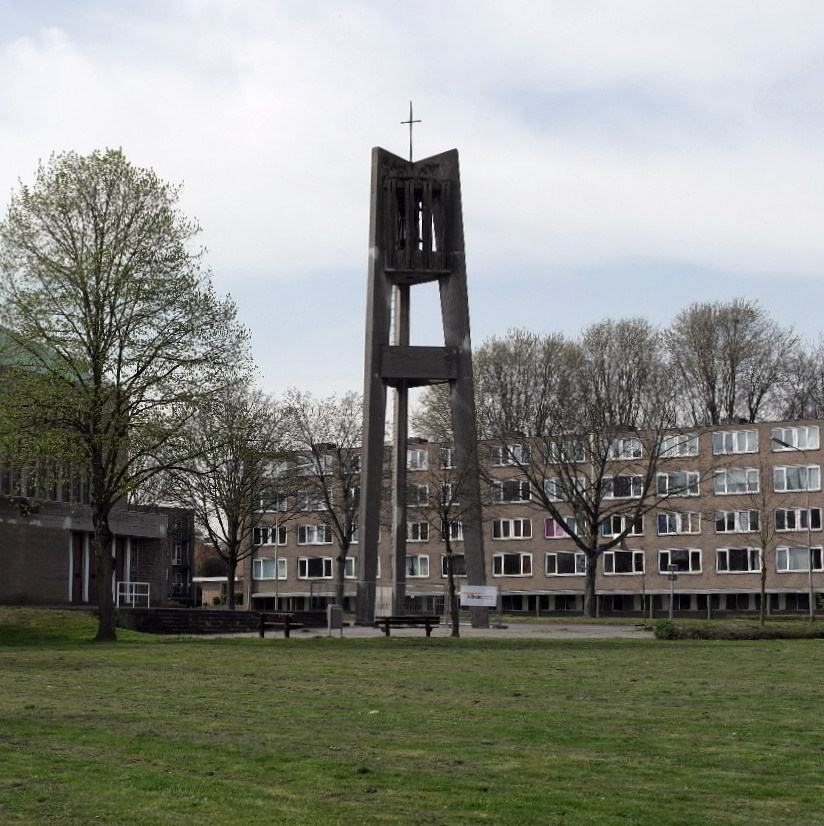
Klokkentoren
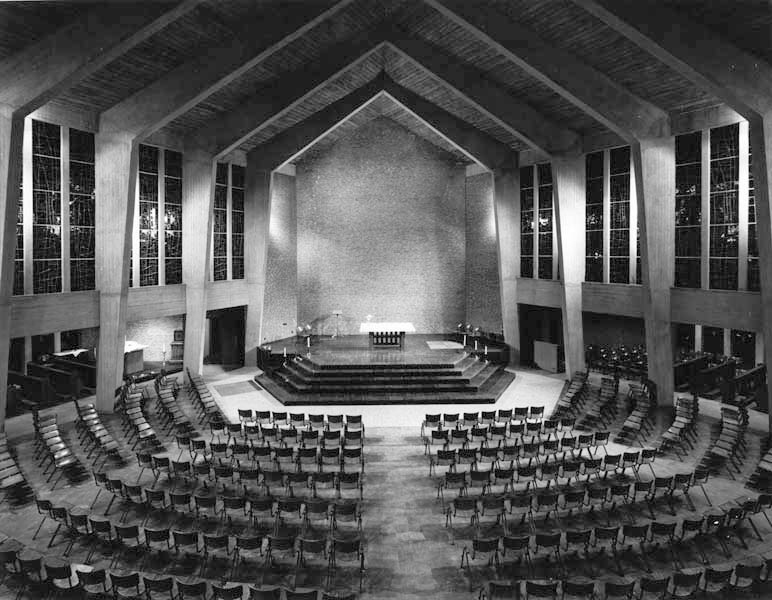
Interieur in 1965
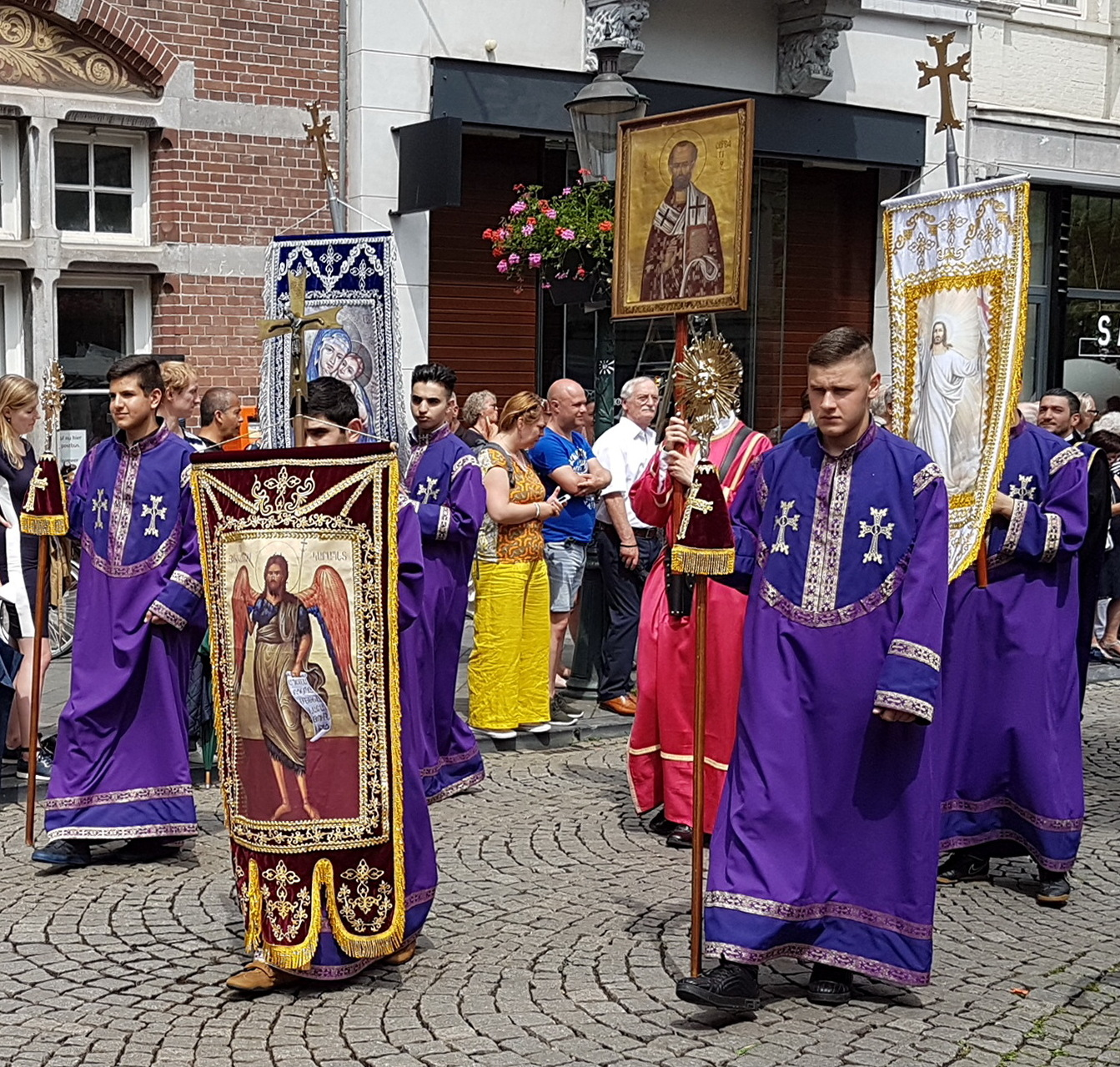
Armeense afvaardiging in de Heiligdomsvaartprocessie

* betekent: niet langer in gebruik voor religieuze doeleinden; ** betekent: (deels) gesloopt, verdwenen